# Leptoseps tetradactylus
Leptoseps tetradactylus är en ödleart som beskrevs av  Ilya Sergeevich Darevsky och ORLOV 2005. Leptoseps tetradactylus ingår i släktet Leptoseps och familjen skinkar. Inga underarter finns listade i Catalogue of Life.